# Clair Patterson
Clair Cameron Patterson (ur. 2 czerwca 1922 w Mitchellville, zm. 5 grudnia 1995 w Sea Ranch) – amerykański geochemik znany głównie z oszacowania wieku Ziemi na 4,5 miliarda lat i działalności przeciwko stosowaniu ołowiu w benzynie.

## Życiorys
Patterson ukończył studia z chemii w Grinnell College w 1943. Na studiach poznał swoją żonę Laurie, która także była naukowcem. Następnie ukończył studia magisterskie na University of Iowa z zakresu spektroskopii molekularnej. Podczas II wojny światowej pracował przy projekcie Manhattan. W 1948 rozpoczął badania laboratoryjne na University of Chicago w ramach studiów doktoranckich. Podjął się wówczas badań nad ołowiem. W 1952 przeniósł się do California Institute of Technology. Pracował tam w Zakładzie Geologii, który potem został przekształcony w Zakład Nauk Geologicznych i Planetologii.
W celu oszacowania wieku Ziemi Patterson postanowił zbadać ilość uranu i ołowiu zawartego w skałach. Pomiary okazały się niedokładne, ze względu na zanieczyszczenie powietrza wynikłe z powszechnego stosowania benzyny ołowiowej. Dlatego postanowił zbadać meteoryty. W tym celu w 1953 r. wykorzystał do badań spektrograf masowy. Na konferencji naukowej ogłosił wynik swojej pracy określając wiek Ziemi na 4550 milionów lat (z marginesem błędu równym 70 milionów lat).
Patterson odkrył przy tym wzmożone wartości ołowiu w atmosferze i zwrócił uwagę opinii publicznej na to zanieczyszczenie, co doprowadziło do eliminacji dodatku tetraetyloołowiu w benzynie. Naukowiec uznał tę kwestię za swoją życiową misję.
Patterson zmarł 5 grudnia 1995 w Sea Ranch w Kalifornii w wieku 73 lat z powodu ostrego ataku astmy.

## Otrzymane wyróżnienia
- Tyler Prize for Environmental Achievement (1995)
- Goldschmidt Medal of the Geochemical Society (1980)
- J. Lawrence Smith Medal (1973)